# SVT Sápmi
SVT Sápmi är benämningen för Sveriges Televisions sändningar på samiska språk. De sköts av ett tiotal medarbetare (2024) med en huvudredaktion placerad i Kiruna.
Redaktionen levererar bland annat nyheter till det av Sveriges Television, NRK och Yle samproducerade dagliga nyhetsprogrammet Ođđasat. SVT Sápmi producerar också veckoprogrammet 15 minuter från Sápmi och sedan december 2021 en nyhetssajt.
Marja Påve (född 1986) tillträdde som redaktionschef 2021.
Sveriges Televisions produktion på samiska utgår från kraven i dess sändningstillstånd av staten för produktion av program på de nationella minoritetsspråken, inklusive teckenspråk, (paragraf 12). Fördelningen mellan nationella minoritetsspråk avgörs dock av Sveriges Television.
Sammanlagt producerade Sveriges Television 172 timmar program på samiska 2023, varav 155 timmar som etersändning ("broadcast") och 16 timmar på internet. Av broadcast utgjorde 87 timmar förstasändningar. Volymen av förstasändningar var ungefär lika stor som närmast föregående fyra år.